# Bádminton en los Juegos Paralímpicos de París 2024
El Bádminton en los Juegos Paralímpicos de París 2024 se llevó a cabo del 29 de agosto al 2 de septiembre en el Porte de La Chapelle Arena en París, Francia.

## Participantes
120 atletas de 31 países participaron en el evento.
- Australia (AUS) (2)
- Austria (AUT) (1)
- Bélgica (BEL) (2)
- Brasil (BRA) (3)
- Canadá (CAN) (1)
- Chile (CHI) (1)
- República Popular China (CHN) (13)
- China Taipéi (TPE) (4)
- Dinamarca (DEN) (1)
- Francia (FRA) (8) (anfitrión)
- Alemania (GER) (3)
- Reino Unido (GBR) (4)
- Hong Kong (HKG) (2)
- India (IND) (13)
- Indonesia (INA) (9)
- Israel (ISR) (2)
- Italia (ITA) (1)
- Japón (JPN) (12)
- Malasia (MAS) (5)
- Nueva Zelanda (NZL) (1)
- Nigeria (NGR) (2)
- Noruega (NOR) (1)
- Perú (PER) (3)
- Polonia (POL) (2)
- Portugal (POR) (1)
- Corea del Sur (KOR) (7)
- Suiza (SUI) (3)
- Tailandia (THA) (8)
- Turquía (TUR) (2)
- Ucrania (UKR) (1)
- Estados Unidos (USA) (2)

## Resultados

### Individual
| Evento        | Oro            | Plata                     | Bronce               |
| ------------- | -------------- | ------------------------- | -------------------- |
| Masculino WH1 | Qu Zimo        | Choi Jung-man             | Thomas Wandschneider |
| Masculino WH2 | Daiki Kajiwara | Chan Ho Yuen              | Kim Jung-jun         |
| Masculino SL3 | Kumar Nitesh   | Daniel Bethell            | Mongkhon Bunsun      |
| Masculino SL4 | Lucas Mazur    | Suhas Lalinakere Yathiraj | Fredy Setiawan       |
| Masculino SU5 | Cheah Liek Hou | Suryo Nugroho             | Dheva Anrimusthi     |
| Masculino SH6 | Charles Noakes | Krysten Coombs            | Vitor Tavares        |
| Femenino WH1  | Sarina Satomi  | Sujirat Pookkham          | Yin Menglu           |
| Femenino WH2  | Liu Yutong     | Li Hongyan                | Ilaria Renggli       |
| Femenino SL3  | Xiao Zuxian    | Qonitah Ikhtiar Syakuroh  | Mariam Eniola Bolaji |
| Femenino SL4  | Cheng Hefang   | Leani Ratri Oktila        | Helle Sofie Sagøy    |
| Femenino SU5  | Yang Qiuxia    | Thulasimathi Murugesan    | Manisha Ramadass     |
| Femenino SH6  | Li Fengmei     | Lin Shuangbao             | Nithya Sre Sivan     |

### Dobles
| Evento            | Oro                                         | Plata                                       | Bronce                                      |
| ----------------- | ------------------------------------------- | ------------------------------------------- | ------------------------------------------- |
| Masculino WH1–WH2 | China Mai Jianpeng Qu Zimo                  | Corea del Sur Jeong Jae-gun Yu Soo-young    | Japón Hiroshi Murayama Daiki Kajiwara       |
| Femenino WH1–WH2  | China Yin Menglu Liu Yutong                 | Japón Sarina Satomi Yuma Yamazaki           | Tailandia Sujirat Pookkham Amnouy Wetwithan |
| Mixtos SL3–SU5    | Indonesia Hikmat Ramdani Leani Ratri Oktila | Indonesia Fredy Setiawan Khalimatus Sadiyah | Francia Lucas Mazur Faustine Noël           |
| Mixtos SH6        | China Lin Naili Li Fengmei                  | Estados Unidos Miles Krajewski Jayci Simon  | Indonesia Subhan Rina Marlina               |

## Medallero
| Núm. | País                          | Oro | Plata | Bronce | Total |
| ---- | ----------------------------- | --- | ----- | ------ | ----- |
| 1    | República Popular China (CHN) | 9   | 2     | 1      | 12    |
| 2    | Japón (JPN)                   | 2   | 1     | 1      | 4     |
| 3    | Francia (FRA)                 | 2   | 0     | 1      | 3     |
| 4    | Indonesia (INA)               | 1   | 4     | 3      | 8     |
| 5    | India (IND)                   | 1   | 2     | 2      | 5     |
| 6    | Malasia (MAS)                 | 1   | 0     | 0      | 1     |
| 7    | Corea del Sur (KOR)           | 0   | 2     | 1      | 3     |
| 8    | Reino Unido (GBR)             | 0   | 2     | 0      | 2     |
| 9    | Tailandia (THA)               | 0   | 1     | 2      | 3     |
| 10   | Hong Kong (HKG)               | 0   | 1     | 0      | 1     |
| 10   | Estados Unidos (USA)          | 0   | 1     | 0      | 1     |
| 12   | Alemania (GER)                | 0   | 0     | 1      | 1     |
| 12   | Brasil (BRA)                  | 0   | 0     | 1      | 1     |
| 12   | Nigeria (NGR)                 | 0   | 0     | 1      | 1     |
| 12   | Noruega (NOR)                 | 0   | 0     | 1      | 1     |
| 12   | Suiza (SUI)                   | 0   | 0     | 1      | 1     |